# Julius Friedrich

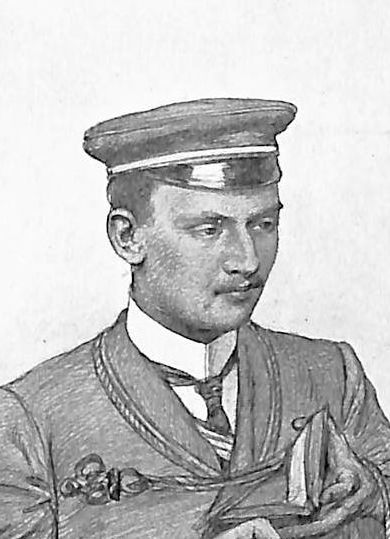
Julius Friedrich, 1902, Zeichnung von Christian Wilhelm Allers

Theodor Oskar Louis Julius Friedrich (* 1. August 1883 in Duisburg; † 9. April 1977 in Hamburg) war ein deutscher Politiker. Er war von 1931 bis 1937 Oberbürgermeister der Stadt Wuppertal und wurde nach der deutschen Annexion Polens im Zweiten Weltkrieg 1939 für zwei Monate kommissarisch als Oberbürgermeister der Stadt Kattowitz eingesetzt.

## Leben
Friedrich wurde als Sohn eines Hüttendirektors in Duisburg geboren. Nach dem Jurastudium an der Universität Genf und anschließend an der Rheinischen Friedrich-Wilhelms-Universität in Bonn wurde er dort beim Corps Rhenania Bonn aktiv. Im Jahr 1904 wurde er Gerichtsreferendar und 1906 Regierungsreferendar. Von 1909 bis 1914 war er Regierungsassessor beim Landratsamt in Essen. Danach war er während des Ersten Weltkriegs Soldat. Nach Ende des Krieges arbeitete er von 1919 bis 1920 als Regierungsrat beim Reichswirtschaftsministeriums. Von 1920 an war er bis 1929 Landrat des Kreises Hattingen und anschließend bis 1931 Landrat des Kreises Düsseldorf-Mettmann.

## Oberbürgermeister von Wuppertal
Am 24. Februar 1931 wurde Friedrich zum Oberbürgermeister der Stadt Wuppertal gewählt. Er war Nachfolger von Paul Hartmann, dem ersten Oberbürgermeister der neuvereinigten Stadt Wuppertal und stand von Beginn an vor schweren Entscheidungen. Die Stadt Wuppertal stand vor einem schweren finanziellen Engpass und musste sparen. Friedrich ging mit gutem Beispiel voran und verzichtete, um seine Sparerlasse durchsetzen zu können, freiwillig auf 25 Prozent seines Gehalts. Unter den 51.000 Arbeitslosen, die am Ende des Jahres in Wuppertal registriert waren, befanden sich auch die Musiker des städtischen Orchesters, welches von Friedrich ersatzlos gestrichen wurde. In der städtischen Verwaltung wurde sogar über eine Schließung der Oper und des Theaters diskutiert, wozu man sich allerdings nicht entschließen konnte. Der Ronsdorfer Bürger- und Verkehrsvereins hegte den Wunsch nach erneuter Selbständigkeit der Stadt Ronsdorf und Ausgliederung aus der Stadt Wuppertal und bekräftigte dies auf der Jahreshauptversammlung am 22. März 1933. Die Teilnehmer verabschiedeten eine Woche später einen Brief an das Preußische Staatsministerium. Friedrich bewirkte, dass die Proteste nicht überhandnahmen, und fand das juristische Argument, dass eine Ausgemeindung Ronsdorf ohne die Neubildung des Kreises Lennep nicht möglich sei. Er war es auch, der nach der Kommunalwahl vom 12. März 1933 im Barmer Stadttheater am 2. April die neuen Stadtabgeordneten in ihr Amt einführte und bei dieser feierlichen Veranstaltung auch ankündigte, Adolf Hitler und Paul von Hindenburg den Titel des Ehrenbürgers verleihen zu wollen. Offiziell blieb Friedrich bis zum 31. Juli 1937 im Amt des Oberbürgermeisters von Wuppertal, wurde tatsächlich jedoch bereits am 23. Januar desselben Jahres beurlaubt.
Friedrich war Mitglied des Nationalsozialistischen Rechtswahrerbundes.

## Späte Jahre
Von 1938 bis 1939 war Friedrich im Regierungsrat und Referent für Kirchensachen beim Regierungspräsidium Düsseldorf. Ende 1939 war er vom 1. November bis zum 31. Dezember Oberbürgermeister der Stadt Kattowitz, ehe er 1940 erneut Referent für Kirchensachen beim Regierungspräsidium Düsseldorf wurde, was er dieses Mal bis 1950 blieb. Ab 1947 war er Oberregierungsrat. Im Jahr 1950 wurde er Verwaltungsleiter der Diakonissenanstalt Kaiserswerth. Als Pensionär zog er nach Hamburg.